# Titularbistum Canapium
Canapium (ital.: Canapio) ist ein Titularbistum der römisch-katholischen Kirche.
Es geht zurück auf einen untergegangenen Bischofssitz in der gleichnamigen antiken Stadt, die in der römischen Provinz Africa proconsularis im heutigen nördlichen Tunesien lag. Der Bischofssitz war der Kirchenprovinz Karthago zugeordnet. 
| Titularbischöfe von Canapium |                                |                                              |                  |                   |
| Nr.                          | Name                           | Amt                                          | von              | bis               |
| 1                            | Paul Michael Boyle CP          | Apostolischer Vikar von Mandeville (Jamaika) | 15. April 1991   | 21. November 1997 |
| 2                            | John Ha Tiong Hock             | Weihbischof in Kuching (Malaysia)            | 17. Januar 1998  | 21. Juni 2003     |
| 3                            | Jonas Ivanauskas               | Weihbischof in Kaunas (Litauen)              | 18. Oktober 2003 | 12. Februar 2012  |
| 4                            | José Luiz Gomes de Vasconcelos | Weihbischof in Fortaleza (Brasilien)         | 21. März 2012    | 8. Juli 2015      |